# 가회동
가회동(嘉會洞)은 서울특별시 종로구의 법정동이자 행정동이다.

## 지명
가회동의 동명은 조선초기부터 있었던 북부 10방 중의 하나인 가회방에서 유래된다. 가회동을 이룬 조선시대의 자연부락 중 홍현은 정독도서관의 남쪽에 있던 고개로 붉은 흙이 많아서 ‘붉은재’라 하였으며, 동곡은 가회동·재동·화동에 걸쳐 있던 마을로서 붉은 재의 동쪽이 되므로 ‘동골’이라 한 것을 한자로 옮긴 것이다. 또한 맹현은 홍현의 북쪽에 있는 고개로 세종 때에 유명하던 맹사성과 후손으로 숙종 때 황해도, 충청감사를 지낸 맹만택이 살았으므로 ‘맹감사고개’ 또는 ‘맹동산’이라 하였다. 현재의 가회동은 동쪽으로 계동, 서쪽은 화동, 남쪽은 재동, 북쪽은 삼청동으로 둘러싸인 동으로 전통적인 한옥 가옥들이 많아 서울 도심지 속에 비교적 조용한 주택지를 형성하고 있는 곳이다.

## 법정동
- 가회동
- 재동
- 계동
- 원서동

## 문화재
- 가회동 한씨 가옥 - 서울특별시 민속문화재 제14호
- 가회동 백인제 가옥 - 서울특별시 민속문화재 제22호
- 가회동 이준구 가옥 - 서울특별시 문화재자료 제2호

## 시설
- 헌법재판소
- 현대빌딩
- ● 수도권 전철 3호선 안국역 - 가회동과 종로1,2,3,4가동의 경계에 위치해 있다.

## 같이 보기
- 가회민화박물관
- 대한민국의 행정 구역